# FIFA Soccer 95
FIFA Soccer 95 är ett fotbollsspel utvecklat av Extended Play Productions och utgivet av Electronic Arts till Sega Mega Drive i november 1994.
För första gången förekommer även klubblag, från engelska Premier League, franska Division 1, tyska Fußball-Bundesliga, italienska Serie A, nederländska Eredivisie samt spanska La Liga. Klubbar från brasilianska Campeonato Brasileiro finns också med, liksom klubbar namngivna efter städer i amerikanska American Professional Soccer League. Då spelarlicens saknas används i stället fiktiva spelarnamn.

### Fotnoter
1. ↑  ”FIFA Soccer 95” (på engelska). Mobygames. 12 mars 1994. http://www.mobygames.com/game/genesis/fifa-soccer-95. Läst 18 juni 2016.